# Lepilemur scottorum
Lêmure-saltador-de-Scott (Lepilemur scottorum) é uma espécie de lêmur da família Indridae. Endêmica de Madagascar.